# NGC 2785
NGC 2785 is een onregelmatig sterrenstelsel in het sterrenbeeld Lynx. Het hemelobject werd op 16 maart 1884 ontdekt door de Franse astronoom Édouard Jean-Marie Stephan.

## Synoniemen
- UGC 4876
- MCG 7-19-42
- ZWG 209.35
- IRAS09120+4107
- PGC 26100